# Contea di Mark
La contea di Mark o contea della Marca (in tedesco Grafschaft Mark, colloquialmente nota anche come Die Mark (La Marca, dove mark significa confine) era una contea del Sacro Romano Impero facente parte del Circolo Imperiale del Basso Reno-Vestfalia. Il territorio si estendeva su entrambi i lati del fiume Ruhr e ne comprendeva gli affluenti Volme e Lenne.
I conti della Marca furono tra i più influenti e potenti signori della Vestfalia sotto il Sacro Romano Impero. Il nome Mark si conserva ancora in Märkischer Kreis, un distretto tedesco che comprende parte del territorio della vecchia contea e che è situato a nord del fiume Ruhr nella Renania Settentrionale-Vestfalia. La parte più settentrionale di questo distretto (a nord del fiume Lippe) è ancor oggi chiamata Hone Mark (Alta Marca), mentre la parte che un tempo si chiamava Bassa Marca (situata tra la Ruhr e il fiume Lippe) è andata a costituire per la maggior parte l'attuale regione della Ruhr.

## Geografia

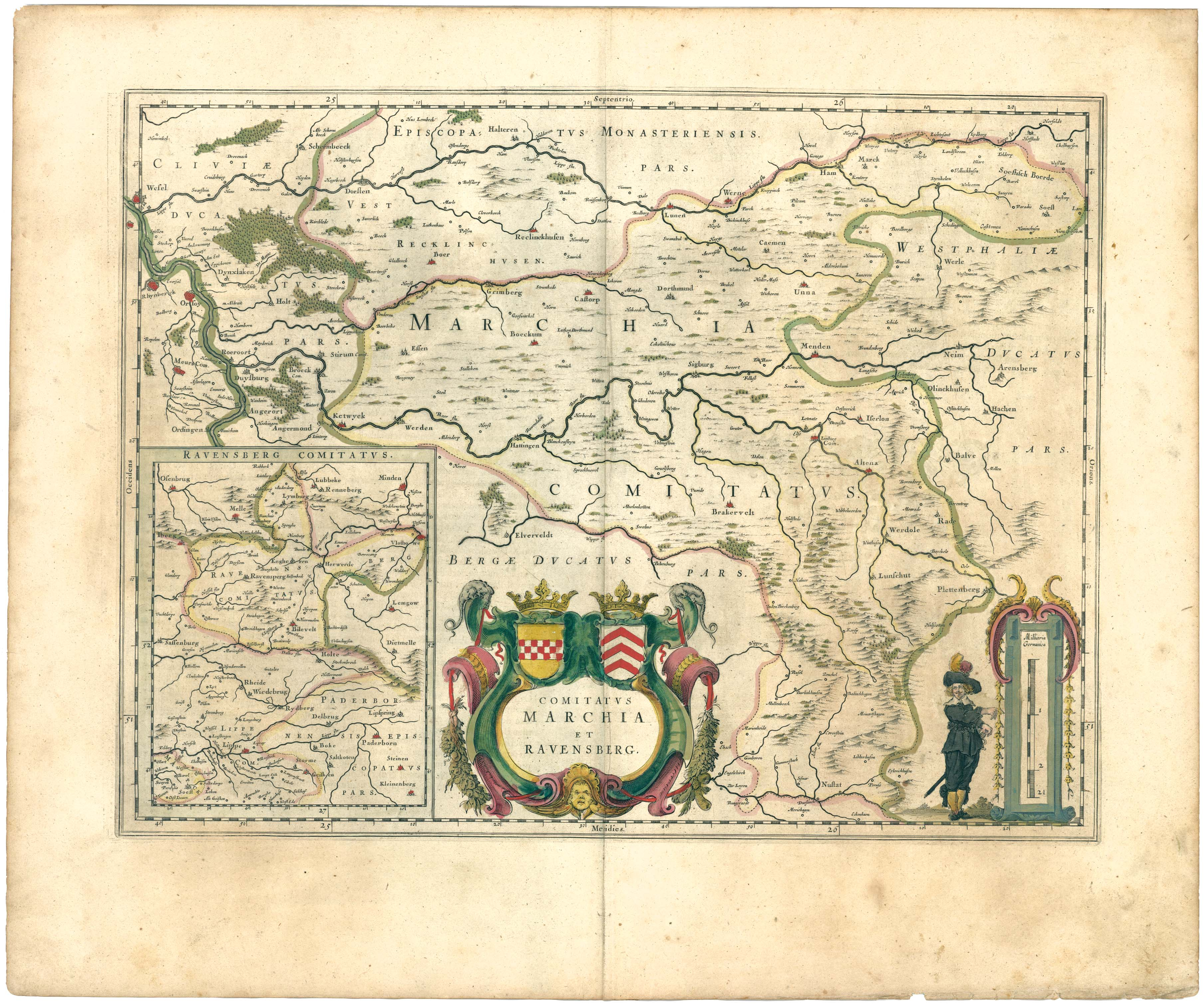
Contea della Marca e di Ravensberg, 1645.

La contea della Marca comprendeva un'area di circa 3.000 km² che si estendeva, in direzione nord-sud, tra i fiumi Lippe e Agger, e, in direzione ovest-est per una distanza di 75 km, tra le città di Gelsenkirchen e Bad Sassendorf.
Il fiume Ruhr scorre da est a ovest separando la contea in due regioni distinte anche dal punto di visto geomorfologico: a nord vi sono le fertili pianure dell'Hellwegbörde, mentre a sud è presente l'area collinare della Sauerland. La parte meridionale della contea è attraversata dal Lenne che scorre in direzione sud est-nord ovest. L'alto corso del Lenne (a sud-est) costituiva la contea di Limburgo (1243-1808), un feudo della contea di Berg.
La sede dei conti della Marca era originariamente a Burg Altena nella Sauerland, ma attorno al decennio 1220-1230, il centro di potere si spostò a Burg Mark vicino Hamm.
La contea confinava con il territorio ecclesiastico di Vest Recklinghausen, la contea di Dortmund, il principato vescovile di Münster, la contea di Limburgo, i territori dell'abbazia di Werden e dell'abbazia di Essen.

## Storia

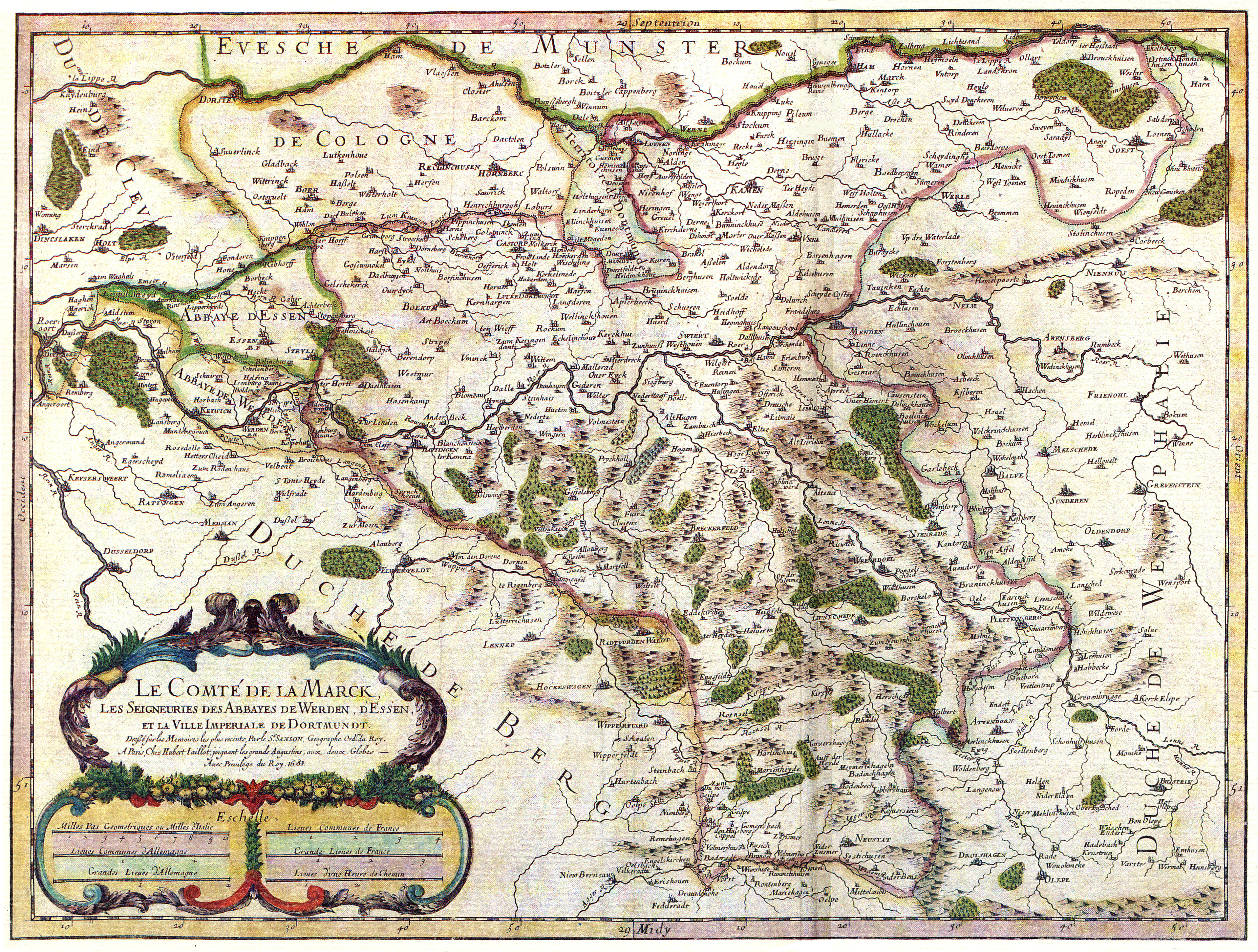
La Marca nel 1681.

Originariamente il territorio faceva parte della contea di Berg, che, attorno al 1160, quando il conte Adolfo II di Berg, si ritirò a vivere nel monastero di Altenberg, il territorio della contea di Berg venne diviso tra i due figli: ad Eberardo toccò il feudo di Berg-Altena, dominato dal castello di Altena, denominato la contea di Altena, mentre a Engelberto toccò il feudo intorno al castello di Burg, che continuò a essere denominata la contea di Berg.
I conti di Altena comprarono successivamente il castello di Burg Mark ("Oberhof Mark", ora in rovina) nelle vicinanze di Hamm dai conti di Rüdenberg e ne fecero la residenza dei conti di Altena, che nel corso del XIII secolo si denominarono Contea di Mark. La città di Hamm, che era stata fondata da Adolfo I nel 1226, divenne presto la più importante città della nuova contea.
Nella battaglia di Worringen (1288) per il possesso del ducato di Limburgo, il conte Eberardo I si schierò dalla parte dei duchi di Brabante e dei conti di Berg contro il suo signore di liege Sigfrido II di Westerburg, principe vescovo di Colonia e duca di Vestfalia. Poiché il Brabante e i suoi alleati uscirono vittoriosi dal conflitto, la contea guadagnò la supremazia nella Vestfalia meridionale e si rese indipendente dal principato vescovile di Colonia.
Il territorio della Marca rimase per lungo tempo limitato ai territori compresi tra i fiumi Ruhr e Lippe (Bassa Marca). I territori del nord (Alta Marca) vennero acquisiti nel XIV secolo a seguito delle guerre con i principi vescovi di Münster.
Adolfo III, figlio di Adolfo II sposò Margherita di Cleves nel 1368 acquisendo il ducato di Cleves (che si trovava nella Renania Settentrionale-Vestfalia) che venne unito alla contea formando il Cleves-Mark nel 1394.

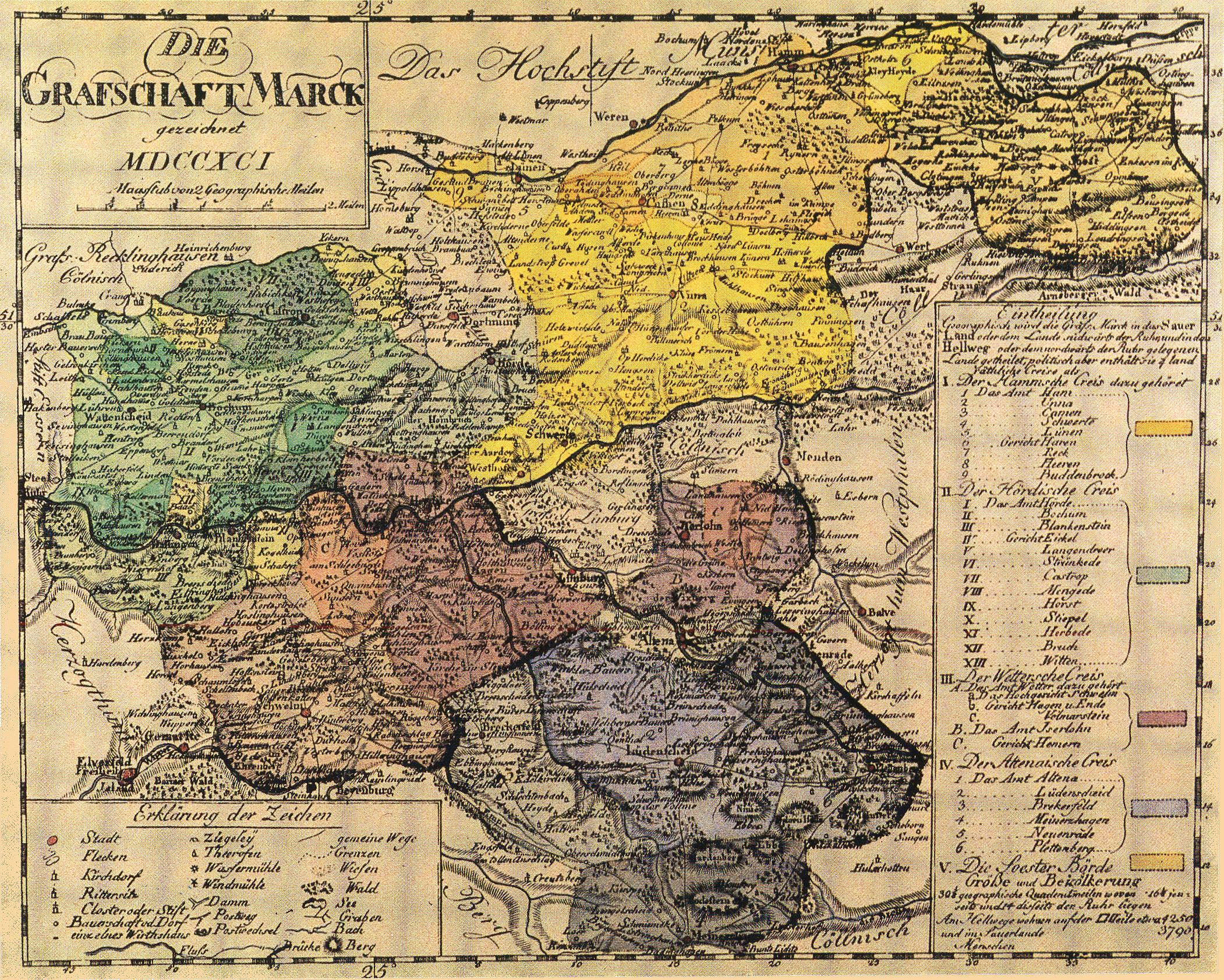
Mappa della contea della Marca nel 1791 redatta da Friederich Christoph Müller.

L'erede al trono del Cleves-Mark sposò la figlia del duca di Berg nel 1510 e, conseguentemente, il Cleves-Mark venne a costituire successivamente un'unione personale con Berg (1521).

Gran parte della Renania Settentrionale-Vestfalia (con l'eccezione dei territori ecclesiastici) fu governato così dai duchi di Cleves-Mark e Berg.
La dinastia ducale si estinse nel 1609 quando l'ultimo duca morì senza eredi. Ne seguì un'accesa e lunga disputa per la successione che ebbe termine quando il territorio fu assegnato a Giovanni Sigismondo, principe elettore della Marca del Brandeburgo, a seguito del trattato di Xanten (1614). Quando, nel 1701 a seguito dell'accordo di Snamensk, Federico I di Brandeburgo ottenne la sovranità sulla Prussia, la Marca venne incorporata, assieme agli altri territori del Brandeburgo, nel regno di Prussia.

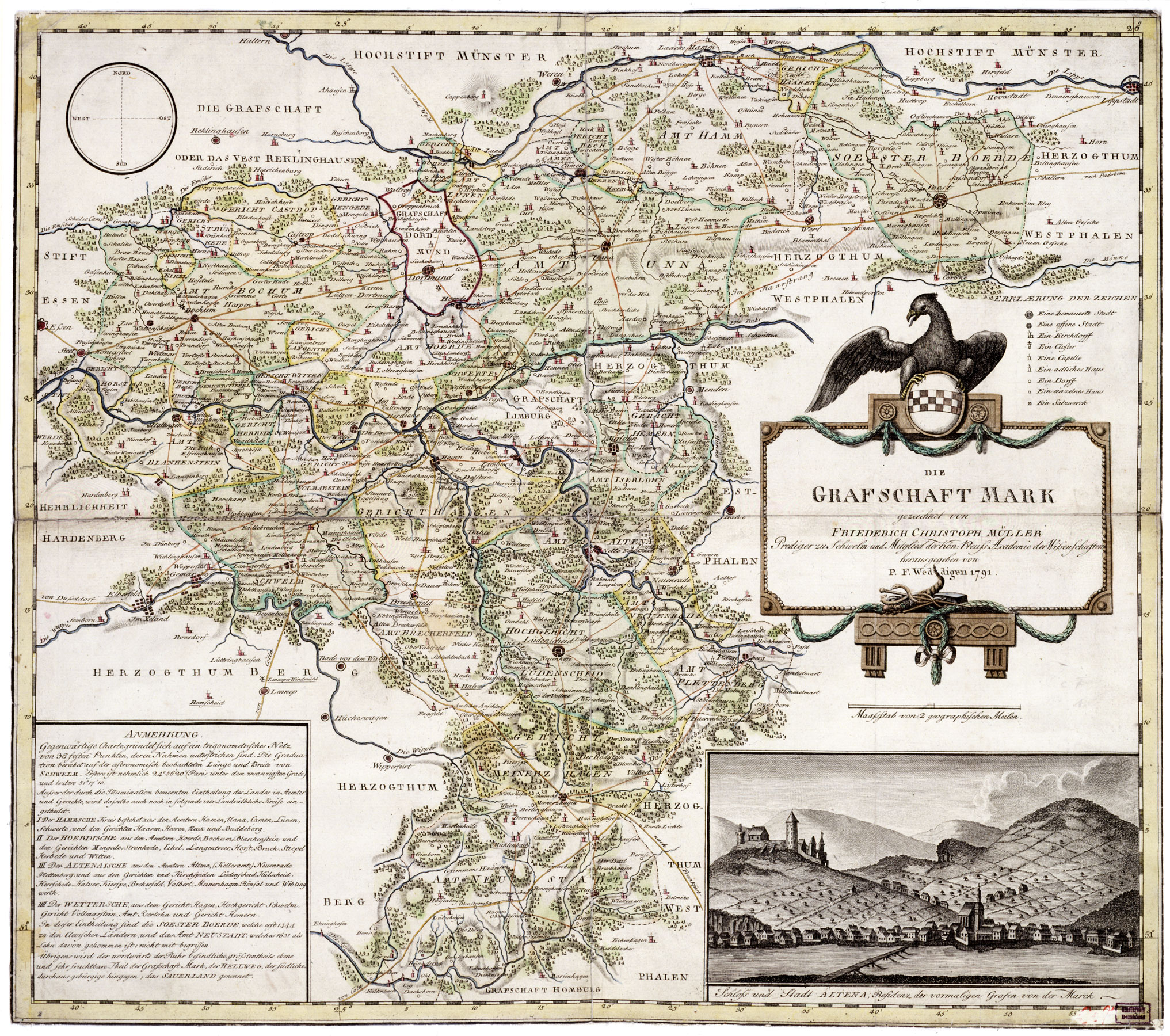
La contea della Marca, sempre nel 1791, in un'altra carta di Müller.

Nel 1807 la contea entrò a far parte dell'impero francese a seguito del trattato di Tilsit. Nel 1808, Napoleone Bonaparte assegnò la Marca al neocostituito Granducato di Berg, che era stato suddiviso in quattro dipartimenti situati ora al confine della Francia napoleonica. La Marca rimase parte del dipartimento della Ruhr fino al collasso del potere francese nel 1813, quando ritornò alla Prussia.
Le riforme amministrative prussiane del 30 aprile 1815 inclusero la Marca nel distretto governativo di Arnsberg nella provincia della Vestfalia.
Il termine contea di Mark attualmente non ha più alcun significato ufficiale, ma è usato informalmente per riferirsi alla regione della Renania Settentrionale-Vestfalia.

## Stemmi
Il primo stemma dei conti era: d'oro, alla fascia scaccata d'argento e rosso di tre tiri.
Dopo aver ereditato la contea di Clèves, aggiunsero lo stemma di quest'ultima al precedente: inquartato, nel 1º e 4º di rosso, allo scudetto d'argento, al raggio di carbonchio d'oro, attraversante sul tutto; nel 2º e 3º d'oro, alla fascia scaccata d'argento e rosso di tre tiri.

Conti di Marck
Conti di Clèves e Marck

## Signori della Marca

### Altena-Mark
- 1160-1180 Eberardo I di Berg, conte di Altena

Nel 1180, la contea di Altena venne divisa in due parti tra gli eredi di Eberardo I
| - 1180-1209 Arnoldo I, figlio primogenito di Eberardo - 1209-1226 Federico II, figlio del precedente - 1226-1243 Teodorico, figlio del precedente, che fu privato della contea alla morte del padre e fu l'ultimo a fregiarsi del titolo di conte di Altena, dopo essersi rifugiato alla corte dello zio, Enrico, Conte consorte di Berg e Duca di Limburgo |  | - 1180-1199 Federico I, figlio secondogenito di Eberardo - 1199-1233 Adolfo I, figlio del precedente, che dal 1233 assunse il titolo di Conte di Mark |

### Mark
- 1233-1249 Adolfo I
- 1249-1277 Engelberto I, figlio del precedente
- 1277-1308 Eberardo I, figlio del precedente
- 1308-1328 Engelberto II, figlio del precedente
- 1328-1347 Adolfo II, figlio del precedente
- 1347-1391 Engelberto III, figlio del precedente
- 1391-1394 Adolfo III, fratello del precedente, figlio di Adolfo II, anche conte di Kleve
- 1394-1398 Teodorico, figlio del precedente

### Cleves-Mark
- 1398-1448 Adolfo IV, fratello del precedente, figlio di Adolfo III, anche conte di Kleve e poi il primo duca di Kleve
- 1430-1461 Gerardo, fratello del precedente, figlio di Adolfo III, col titolo di reggente
- 1448-1481 Giovanni I, nipote del precedente, figlio di Adolfo IV, anche duca di Kleve
- 1481-1521 Giovanni II detto "Il pio", figlio del precedente, anche duca di Kleve

### Cleves-Mark-Jülich-Berg-Ravensberg
- 1511-1539 Giovanni III detto "Il pacifico", figlio del precedente, anche duca di Kleve, e per diritto di matrimonio, fu anche Duca di Jülich e di Berg, e conte di Ravensberg
- 1539-1592 Guglielmo detto "Il ricco", figlio del precedente, anche duca di Kleve, Jülich e Berg, e conte di Ravensberg
- 1592-1609 Giovanni Guglielmo, figlio del precedente, anche duca di Kleve, Jülich e Berg, e conte di Ravensberg